# Alexei Leontjewitsch Narotschnizki
Alexei Leontjewitsch Narotschnizki (russisch Алексей Леонтьевич Нарочницкий; * 16. Februar 1907 Tschernihiw, Gouvernement Tschernigow, Russisches Kaiserreich; † 14. Juni 1989 in Moskau) war sowjetischer Historiker.
Bis 1930 studierte Narotschnizki an der Fakultät für Gesellschaftswissenschaften der Universität Kiew und wechselte 1934 an die Graduiertenschule der Lomonossow-Universität in Moskau. 1942 erlangte er den akademischen Titel Kandidat der Wissenschaften. Er lehrte unter anderem an der Lomonossow-Universität und an der Pädagogischen Universität Moskau.  Er war seit 1972 Mitglied der Akademie der Wissenschaften der UdSSR. Des Weiteren war er Vorsitzender des Wissenschaftlichen Rats der Akademie der Wissenschaften der UdSSR für Geschichte der Außenpolitik der UdSSR und der Internationalen Beziehungen. Neben anderen staatlichen Auszeichnungen erhielt er den Orden des Roten Banners der Arbeit sowie den Stalinpreis (1942) und den Staatspreis der UdSSR (1983) für seine Werke Geschichte der Diplomatie und Geschichte des Zweiten Weltkrieges 1939–1945. 
Die russische Historikerin, Politikerin und Diplomatin Natalija Alexejewna Narotschnizkaja ist seine Tochter.